# Quiina ulei
Quiina ulei là một loài thực vật có hoa trong họ Ochnaceae. Loài này được Pulle miêu tả khoa học đầu tiên năm 1912.